# Карпентер-Финни, Конни
Конни Карпентер-Финни (англ. Connie Carpenter-Phinney, род. 26 февраля 1957 года) — американская велогонщица и конькобежка. Одна из спортсменок, принимавшая участие и в зимних (1976) и в летних (1984) Олимпийских играх. Первая олимпийская чемпионка по велосипедному спорту. Чемпионка мира и 12-кратная чемпионка США по велоспорту и чемпионка США по конькобежному спорту 1976 года. 

## Карьера

### Конькобежный спорт
Конни Карпентер выросла в Висконсине, где в детстве каталась на коньках на затопленной детской площадке. Она следовала за своими старшими братьями, которые играли в хоккей, и стала конькобежкой, потому что “тогда девочки не играли в хоккей”. В 12 лет Конни вступила в Мадисонский клуб конькобежцев. В возрасте 14 лет начала профессиональную карьеру конькобежца. 
В декабре 1971 года успешно прошла квалификацию на олимпиаду 1972 года на дистанции 1500 м. В 14-летнем возрасте дебютировала на зимних Олимпийских играх в Саппоро, где заняла 7-е место в забеге на 1500 м. После игр участвовала впервые на чемпионате мира в спринте в шведском городе Эскильстуна, где заняла 7-е место в многоборье. В том же году поднялась на 17-е место на чемпионате мира в классическом многоборье в Херенвене.
В 1973 году Карпентер заняла 17-е место на спринтерском чемпионате мира в Осло, через две недели участвовала на чемпионате мира в классическом многоборье в Стрёмсунде и заняла там 22-е место. Через год стала третьей на чемпионате США в спринтерском многоборье, а вот на чемпионатах мира в спринте и в классическом многоборье заняла соответственно 15-е и 14-е места.
В 1975 году на чемпионате мира в классическом многоборье в Ассене заняла 18-е место, а в 1976 году Конни выиграла чемпионат США и готовилась к зимних Олимпийских играм в Инсбруке, однако тяжёлая травма лодыжки помешала ей выступить на играх.

-“Я не попала в команду, и я была опустошена”, - сказала она.

### Велоспорт
В рамках своего восстановления, Карпентер занялась велоспортом с которым её познакомила многократная чемпионка мира по велоспорту и конькобежному спорту Шейла Янг-Охович, и уже в том же 1976 году выиграла первый из 12-ти чемпионатов США. Через год выиграла свою первую серебряную медаль на чемпионате мира по шоссейному велоспорту в Сан-Кристобале. В 1981 году завоевала "бронзу" на чемпионате мира по шоссейному велоспорту в Праге.
В 1982 году Карпентер участвовала на чемпионате мира по трековому велоспорту в Лестере и заняла 2-е место в индивидуальной гонке преследования, а через год выиграла эту гонку на чемпионате мира в Цюрихе.
В 1984 году на летних Олимпийских играх в Лос-Анджелесе стала первой олимпийской чемпионкой по велоспорту, выиграв золотую медаль в групповой гонке. 29 июля Конни вместе с 6 гонщиками шла в лидирующей группе, а за 50 метров шла на равных с Ребеккой Твигг, но в последний момент гонки она откинулась назад и бросила свой велосипед вперед примерно на фут, победив в этой гонке. В том же году завершила карьеру спортсмена.

## Награды
- 1984 год - введена в Олимпийский и Паралимпийский зал Славы США[5]
- 1990 год - введена в Международный зал Славы
- 1992 год - введена в зал Славы велосипедного спорта США[6]
- 1995 год - введена в Спортивный зал Славы велосипедного спорта Колорадо[7]
- 2001 год - введена в Спортивный зал Славы Висконсина[8]
- 18 апреля 2009 года - введена в Национальный зал Славы конькобежного спорта[9]
- 2011 год - введена в зал Славы Боулдера[10]

## Личная жизнь
Конни Карпентер после окончания средней школы поступила в Калифорнийский университет в Беркли и окончила в 1981 году в со степенью бакалавра физического воспитания. Там она присоединилась к команде по гребле "Golden Bears crew" и выиграла национальный студенческий чемпионат. Также окончила в 1990 году Колорадский университет в Боулдере со степенью магистра спортивных наук. Конни была национальным тренером юниоров по велоспорту несколько лет. Конни вышла замуж осенью 1983 года за велогонщика-олимпийца Дэвиса Финни, который был призёром Олимпийских игр 1984 года. Она является соавтором книги “Подготовка к велоспорту” с мужем Дэвисом и наслаждается своей ролью посла велоспорта. В 1986 году они организовали велосипедные лагеря Карпентер / Финни и продвигают Фонд Дэвиса Финни, некоммерческую организацию с миссией помогать людям с болезнью Паркинсона, которую дуэт основал в 2004 году после того, как у Финни была диагностирована болезнь Паркинсона в 2000 году. Они живут со своим мужем в Боулдере, у них двое детей: Тейлор Финни (1990) — 3-кратный чемпион мира по велоспорте и Келси Финни - профессиональная лыжница.